# Kees Wijdekop
Kees Wijdekop   (Amsterdam, 31 de gener de 1914 - Purmerend, 8 d'abril de 2008) fou un piragüista neerlandès que va competir durant la dècada de 1930.
El 1936 va prendre part en els Jocs Olímpics de Berlín on, fent parella amb el seu germà Piet Wijdekop, guanyà la medalla de bronze en la competició del K-2 plegable, 10.000 metres del programa de piragüisme.